# 富士川
富士川（日语：／ FuJiKaWa */?）是日本的一條流經長野縣、山梨縣及静岡縣的一級河川，与球磨川和最上川并称為日本三大急流。總長度128公里，流域面積3990平方公里。發源于山梨縣鋸岳，注入靜岡縣駿河灣。一般將上游部分稱作釜無川，在和笛吹川的合流點以下稱富士川。
日本的供電系統交流電頻率在太平洋側是以富士川為分界，以東為50Hz，為東京電力等電力公司的供電範圍；以西為60Hz，為中部電力等公司的供電範圍。

## 流域自治體
長野縣
諏訪郡富士見町
山梨縣
北杜市、韮崎市、甲斐市、南阿爾卑斯市、中巨摩郡昭和町、中央市、西八代郡市川三鄉町（至此為止稱作釜無川）
南巨摩郡富士川町、南巨摩郡身延町、南巨摩郡南部町
静岡縣
富士宮市、富士市、靜岡市清水區

## 外部連結
- 国土交通省関東地方整備局甲府河川国道事務所 （页面存档备份，存于）